# Giải Nobel Hòa bình

Huy chương Giải Nobel

Giải Nobel Hòa bình là một trong năm Giải Nobel được thành lập theo di chỉ của nhà công nghiệp, nhà phát minh và nhà sản xuất quân trang (vũ khí và trang thiết bị quân sự) người Thụy Điển là Alfred Nobel, cùng với các giải thưởng về Hóa học, Vật lý, Sinh lý học hoặc Y học và Văn học. Kể từ tháng 3 năm 1901, giải thưởng được trao hàng năm (với một số trường hợp ngoại lệ) cho những người đã "làm nhiều nhất hoặc làm việc tốt nhất cho tình anh em giữa các quốc gia, cho việc bãi bỏ hoặc giảm quân đội thường trực và cho việc tổ chức và thúc đẩy hội nghị hòa bình".
Theo ý nguyện của Alfred Nobel, Ủy ban Nobel Na Uy, một ủy ban gồm năm thành viên do Quốc hội Na Uy chỉ định, sẽ trao giải cho người xứng đáng. Kể từ năm 2020, giải thưởng được trao tại Hội trường của Đại học Oslo, nơi giải thưởng từng được trao từ năm 1947–1989; Giải Abel cũng được trao trong tòa nhà này. Giải thưởng trước đây từng được trao tại Tòa thị chính Oslo (1990–2019), Viện Nobel Na Uy (1905–1946) và Quốc hội (1901–1904).
Do tính chất chính trị của nó, Giải Nobel Hòa bình là chủ đề của nhiều tranh cãi trong phần lớn thời gian tồn tại của nó. 
Giải thưởng gần đây nhất vào năm 2024 được trao cho tổ chức Nihon Hidankyō, một tổ chức được gây dựng nên bởi các nạn nhân sống sót sau vụ ném bom nguyên tử xuống Nhật Bản "vì nỗ lực tạo nên một thế giới không có vũ khí hạt nhân và chứng minh qua lời khai của nhân chứng rằng vũ khí hạt nhân tuyệt đối không thể được sử dụng nữa."

## Bối cảnh

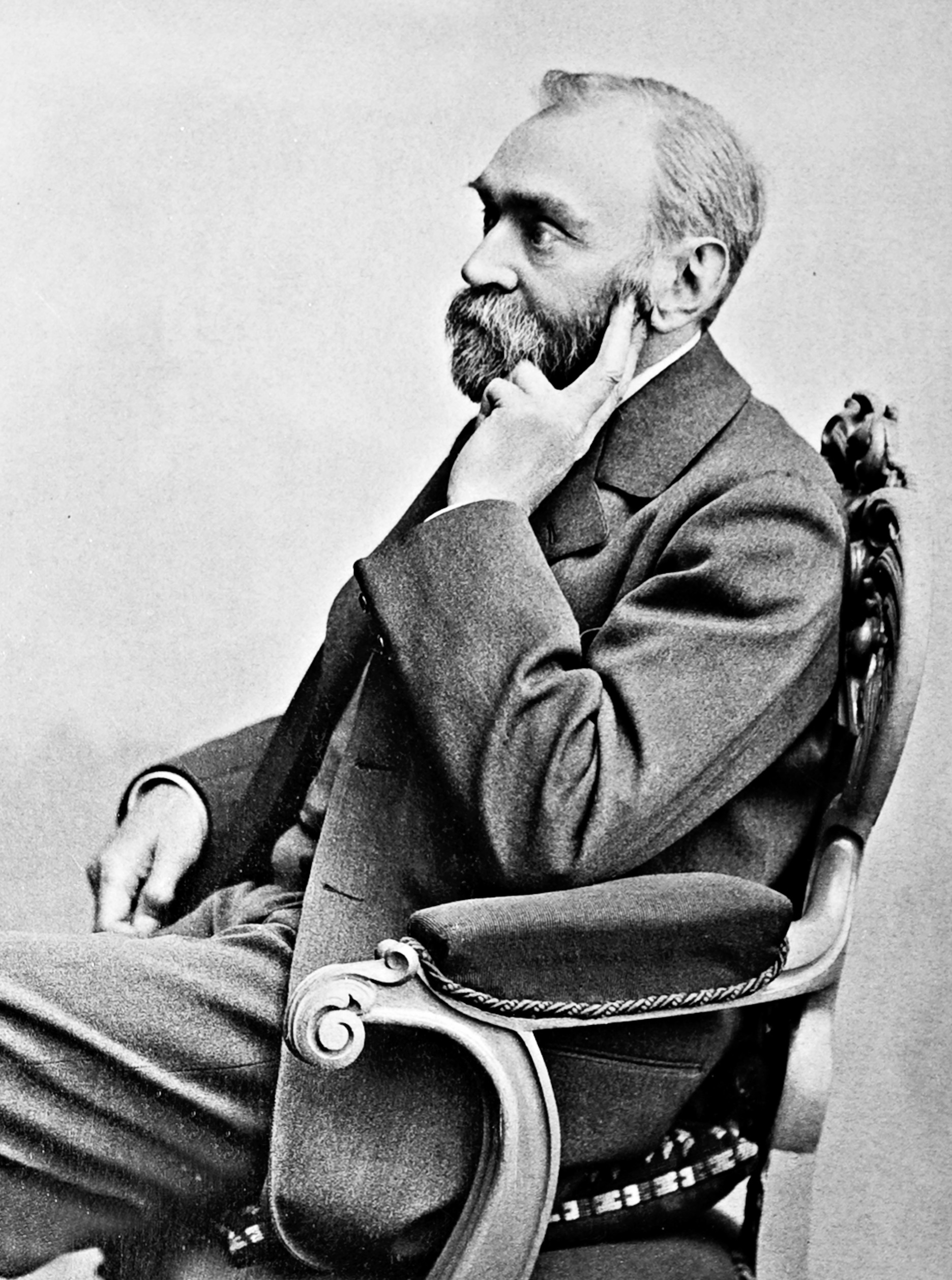
Alfred Nobel

Theo di chúc của Nobel, Giải thưởng Hòa bình sẽ được trao cho người trong năm trước đó "đã làm nhiều nhất hoặc tốt nhất cho tình anh em giữa các quốc gia, cho việc bãi bỏ hoặc giảm quân đội thường trực và cho việc duy trì và thúc đẩy hội nghị hòa bình". Di chúc của Alfred Nobel nêu rõ thêm rằng một ủy ban gồm năm người do Quốc hội Na Uy lựa chọn sẽ là bên trao giải thưởng.
Nobel qua đời năm 1896 và ông không để lại lời giải thích nào cho việc chọn hòa bình làm hạng mục giải thưởng. Vì ông là một kỹ sư hóa học được đào tạo nên các danh mục hóa học và vật lý là những lựa chọn rõ ràng. Lý do đằng sau giải thưởng hòa bình là ít rõ ràng hơn. Theo Ủy ban Nobel Na Uy, tình bạn của ông với Bertha von Suttner, một nhà hoạt động vì hòa bình và sau đó là người nhận giải, đã ảnh hưởng sâu sắc đến quyết định của ông trong việc đưa hòa bình vào danh mục. Một số học giả Nobel cho rằng đó là cách Nobel bù đắp cho việc phát triển các lực lượng phá hoại. Các phát minh của ông bao gồm thuốc nổ và ballistite, cả hai đều được sử dụng với mục đích bạo lực trong suốt cuộc đời của ông. Ballistite được sử dụng trong chiến tranh  và Hội anh em cộng hòa Ireland, một tổ chức dân tộc chủ nghĩa của Ireland, đã thực hiện các cuộc tấn công bằng chất nổ vào thập niên 1880. Nobel cũng góp phần trong việc biến Bofors từ một nhà sản xuất sắt thép thành một công ty vũ khí quân sự.
Không rõ tại sao Nobel lại muốn Na Uy quản lý Giải Hòa bình, nơi bị cai trị trong liên minh với Thụy Điển vào thời điểm Nobel qua đời. Ủy ban Nobel Na Uy suy đoán rằng Nobel có thể đã coi Na Uy là nơi phù hợp hơn để trao giải thưởng, vì nó không có truyền thống quân phiệt giống như Thụy Điển. Cũng lưu ý rằng vào cuối thế kỷ 19, quốc hội Na Uy đã tham gia chặt chẽ vào các nỗ lực của Liên minh Nghị viện nhằm giải quyết xung đột thông qua hòa giải và trọng tài.

## Đề cử và tuyển chọn

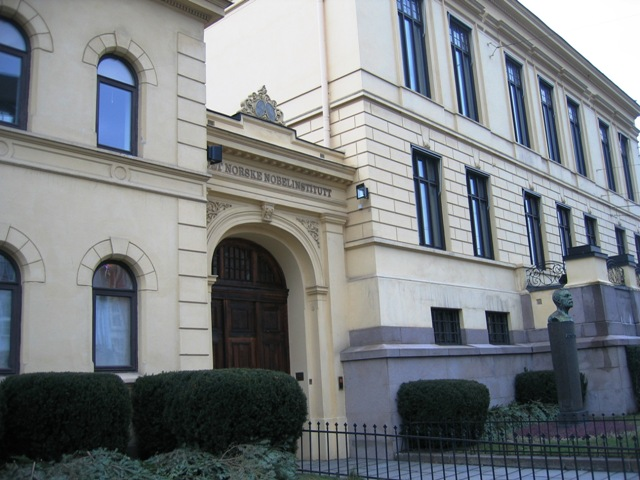
Viện Nobel Na Uy ở Oslo, Na Uy

Quốc hội Na Uy chỉ định Ủy ban Nobel Na Uy, sẽ chọn ra Người đoạt giải Nobel Hòa bình.

### Đề cử
Mỗi năm, Ủy ban Nobel Na Uy đặc biệt mời những người đủ tiêu chuẩn gửi đề cử cho Giải Nobel Hòa bình. Các đạo luật của Quỹ Nobel xác định các loại cá nhân đủ điều kiện để đưa ra đề cử cho Giải thưởng Nobel Hòa bình. Những người đề cử này là:
- Thành viên của quốc hội và chính phủ và thành viên của Liên minh Nghị viện
- Thành viên của Tòa án Trọng tài Thường trực và Tòa án Công lý Quốc tế tại Hague
- Thành viên của Institut de Droit International
- Các học giả ở cấp giáo sư hoặc phó giáo sư trong lịch sử, khoa học xã hội, triết học, luật và thần học, hiệu trưởng đại học, giám đốc đại học (hoặc tương đương), và giám đốc viện nghiên cứu hòa bình và các vấn đề quốc tế
- Những người từng nhận giải, bao gồm các thành viên hội đồng quản trị của các tổ chức đã nhận giải
- Các thành viên hiện tại và trước đây của Ủy ban Nobel Na Uy
- Cựu cố vấn thường trực của Viện Nobel Na Uy

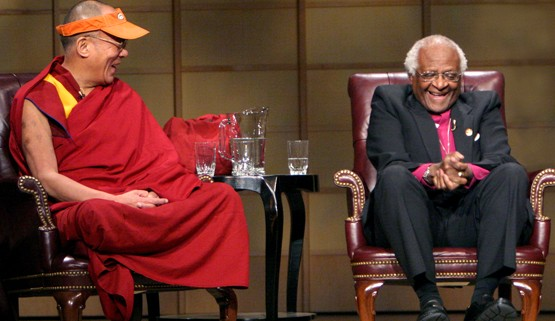
Đức Đạt Lai Lạt Ma thứ 14 và Tổng giám mục Desmond Tutu, người đoạt giải Nobel Hòa bình

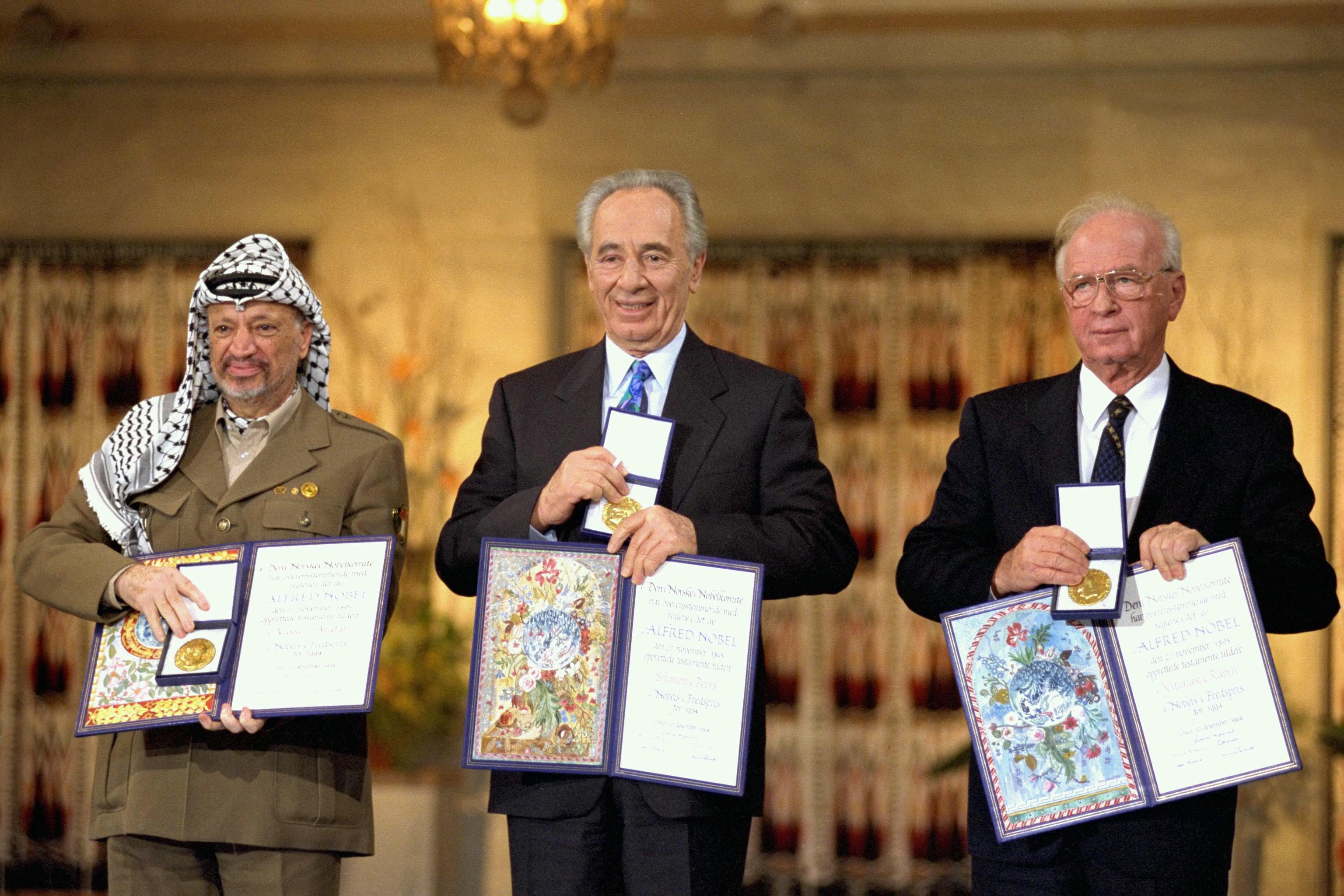
Yasser Arafat, Shimon Peres và Yitzhak Rabin nhận giải Nobel Hòa bình năm 1994

Ngôn ngữ làm việc của Ủy ban Nobel Na Uy là tiếng Na Uy; Ngoài tiếng Na Uy, ủy ban có truyền thống nhận đề cử bằng tiếng Pháp, tiếng Đức và tiếng Anh, nhưng ngày nay hầu hết các đề cử đều được gửi bằng tiếng Na Uy hoặc tiếng Anh. Các đề cử thường phải được đệ trình lên ủy ban vào đầu tháng 2 của năm trao giải. Các đề cử của các thành viên ủy ban có thể được đệ trình cho đến ngày diễn ra cuộc họp đầu tiên của Ủy ban sau thời hạn này.
Năm 2009, một kỷ lục 205 đề cử đã được nhận, nhưng kỷ lục lại bị phá vào năm 2010 với 237 đề cử; năm 2011, kỷ lục một lần nữa bị phá với 241 đề cử. Quy chế của Quỹ Nobel không cho phép công khai thông tin về các đề cử, cân nhắc hoặc điều tra liên quan đến việc trao giải trong ít nhất 50 năm sau khi giải được trao. Theo thời gian, nhiều cá nhân được gọi là "Những người được đề cử giải Nobel Hòa bình", nhưng danh hiệu này không có vị trí chính thức và chỉ có nghĩa là một trong số hàng nghìn người đủ điều kiện đề xuất tên của người đó để xem xét. Thật vậy, vào năm 1939, Adolf Hitler đã nhận đề cử châm biếm từ một thành viên của quốc hội Thụy Điển là Neville Chamberlain nhằm chế giễu đề cử (nghiêm túc nhưng không thành công). Đề cử từ năm 1901 đến 1967 đã được phát hành trong một cơ sở dữ liệu.

### Tuyển chọn
Ủy ban Nobel sẽ xem qua các đề cử tại một cuộc họp, sau đó lập danh sách rút gọn các ứng cử viên để xem xét thêm. Các cố vấn thường trực của viện Nobel, bao gồm Giám đốc và Giám đốc Nghiên cứu của viện và một số ít các học giả Na Uy có chuyên môn trong các lĩnh vực chủ đề liên quan đến giải thưởng sẽ tiếp tục chọn lọc lại danh sách. Các cố vấn thường có vài tháng để hoàn thành các báo cáo, sau đó ủy ban bình bầu lại để chọn ra người đoạt giải. Ủy ban cố gắng đưa ra một quyết định nhất trí, nhưng điều này không phải lúc nào cũng có thể. Ủy ban Nobel thường đưa ra kết luận vào giữa tháng 9, nhưng đôi khi quyết định cuối cùng vẫn chưa thể đưa ra cho đến cuộc họp cuối cùng, trước khi có thông báo chính thức vào đầu tháng 10.

## Người đoạt giải

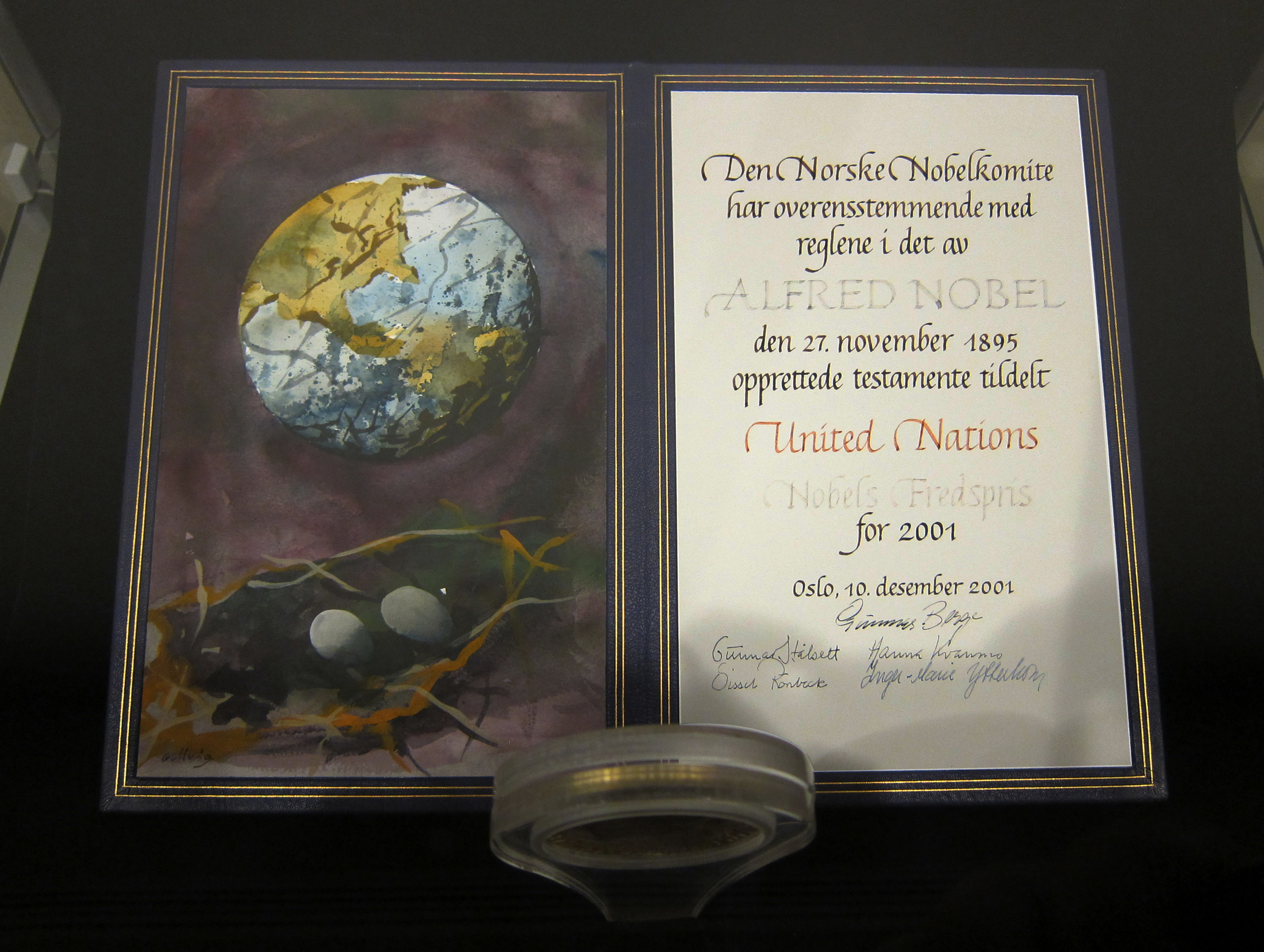
Bên trong chứng chỉ Giải Nobel Hòa bình 2001, Liên hợp quốc

Tính đến  tháng 10 năm 2022, Giải thưởng Hòa bình đã được trao cho 110 cá nhân và 27 tổ chức. 18 phụ nữ đã đoạt giải Nobel Hòa bình, nhiều hơn bất kỳ giải Nobel nào khác. Chỉ có hai tổ chức nhận được nhiều Giải thưởng: Ủy ban Chữ thập đỏ Quốc tế đã giành được ba lần (1917, 1944 và 1963) và Cao ủy Liên Hợp Quốc về người tị nạn đã hai lần nhận giải (1954 và 1981). Lê Đức Thọ là người duy nhất từ chối nhận giải Nobel Hòa bình.

## Tranh cãi
Một số nhà bình luận cho rằng Giải Nobel Hòa bình đã được trao theo những cách có động cơ chính trị cho những thành tựu gần đây hoặc ngay lập tức, hoặc với mục đích khuyến khích những thành tựu trong tương lai. Một số nhà bình luận cho rằng việc trao giải thưởng hòa bình trên cơ sở quan điểm đương thời không thể định lượng là không công bằng hoặc có thể sai lầm, đặc biệt là khi nhiều thẩm phán không thể tự cho mình là những người quan sát vô tư. Những lời chỉ trích khác cho rằng Giải Nobel Hòa bình ngày càng trở nên chính trị hóa, trong đó mọi người nhận giải vì khát vọng hơn là thành tích, điều này cho phép giải thưởng được sử dụng vì mục đích chính trị nhưng có thể gây ra những hậu quả tai hại do bỏ qua quyền lực chính trị hiện có.
Năm 2011, một câu chuyện nổi bật trên tờ báo Na Uy Aftenposten cho rằng những lời chỉ trích chính đối với giải thưởng là Ủy ban Nobel Na Uy nên tuyển dụng các thành viên có chuyên môn và xuất thân quốc tế, thay vì các thành viên đã nghỉ hưu của quốc hội; có quá ít sự cởi mở về các tiêu chí mà ủy ban sử dụng khi họ chọn người nhận giải thưởng; và việc tuân thủ ý nguyện của Nobel nên nghiêm ngặt hơn. Trong bài báo, nhà sử học người Na Uy Øivind Stenersen lập luận rằng Na Uy đã có thể sử dụng giải thưởng như một công cụ để xây dựng quốc gia và thúc đẩy chính sách đối ngoại cũng như lợi ích kinh tế của Na Uy.
Trong một bài viết quan điểm khác của 'Aftenposten' năm 2011, cháu trai của một trong hai anh em của Nobel, Michael Nobel, cũng chỉ trích điều mà ông cho là chính trị hóa giải thưởng, cho rằng Ủy ban Nobel không phải lúc nào cũng hành động theo ý muốn của Nobel.

### Chỉ trích về phong tặng cho cá nhân

Barack Obama và Thorbjørn Jagland tại lễ trao giải Nobel Hòa bình năm 2009

Những tranh cãi về giải Nobel Hòa bình thường vượt ra ngoài cộng đồng học thuật. Những lời chỉ trích nhắm vào một số giải thưởng, bao gồm việc cáo buộc chúng mang động cơ chính trị, quá vội vàng hoặc được hướng dẫn bởi một định nghĩa sai lầm về những gì cấu thành nên hoạt động vì hòa bình. Những giải thưởng từng trao cho Mikhail Gorbachev, Yitzhak Rabin, Shimon Peres và Yasser Arafat, Lê Đức Thọ, Henry Kissinger, Jimmy Carter, Barack Obama, Abiy Ahmed, và Liên minh châu Âu đều là chủ đề gây tranh cãi.

### Thiếu sót đáng chú ý
Foreign Policy đã liệt kê Mahatma Gandhi, Eleanor Roosevelt, U Thant, Václav Havel, Ken Saro-Wiwa, Fazle Hasan Abed và Corazon Aquino là những người "không bao giờ nhận được giải thưởng, nhưng nên có".
Việc Mahatma Gandhi chưa bao giờ nhận giải Nobel Hòa bình là một chủ đề được thảo luận đặc biệt rộng rãi, kể cả trong các tuyên bố công khai của các thành viên khác nhau của Ủy ban Nobel. Ủy ban đã xác nhận rằng Gandhi đã được đề cử vào các năm 1937, 1938, 1939, 1947, và cuối cùng, vài ngày trước khi ông bị ám sát vào tháng 1 năm 1948. Các thành viên sau này của Ủy ban Nobel công khai hối tiếc về sự thiếu sót này. Geir Lundestad, Thư ký Ủy ban Nobel Na Uy năm 2006 cho biết: "Thiếu sót lớn nhất trong lịch sử 106 năm của chúng tôi chắc chắn là việc Mahatma Gandhi chưa bao giờ nhận giải Nobel Hòa bình. Gandhi có thể không cần đến giải Nobel Hòa bình, nhưng liệu ủy ban Nobel có thể thiếu Gandhi hay không mới chính là câu hỏi". Năm 1948, sau cái chết của Gandhi, Ủy ban Nobel đã từ chối trao giải với lý do "không có ứng cử viên còn sống phù hợp" vào năm đó. Sau đó, khi Đức Đạt Lai Lạt Ma nhận Giải thưởng Hòa bình năm 1989, chủ tịch ủy ban nói đây là "một phần để tưởng nhớ Mahatma Gandhi".